# 朱翅雀属
朱翅雀属（学名：Cryptospiza），是梅花雀科的一属。属下共有4种鸟类。
属下物种有：
- 红脸朱翅雀
- 绿背朱翅雀
- 暗腹朱翅雀
- 谢氏朱翅雀